# Laura (Laura a la ciutat dels sants)
Laura és un personatge de ficció, protagonista de les novel·les Laura a la ciutat dels sants (1931) i El somriure dels sants (1947), de Miquel Llor i Forcada.
Laura és nascuda a Barcelona a començaments del segle xx. Perdé la mare de molt petita i restà a mercè del pare, un pianista que acabà fent obscures feines de fotògraf; una germana d'aquest, Amèlia, vídua amb una filla (Maria) recollí a casa seua el germà i la neboda, cosa que facilità que aquesta tingués una bona educació. Quan morí el pare, Laura era ja inseparable de la seua cosina, amb qui destacà en moltes festes barcelonines, en una de les quals conegué Tomàs de Muntanyola, important propietari rural de Comarquinal: la coneixença menà a un casori ràpid, de manera que, tres mesos després de la primera trobada i al final d'un viatge de nuvis d'un mes de durada amb estades a Londres, París i Florència, la nova parella s'instal·là a la casa pairal dels Muntanyola, on Laura sofrí l'opressió de la que semblava eterna boira del país i la fredor i el menyspreu de Teresa, germana de Tomàs.
En un món que li resultava hostil, només troba la companyia agradable del nebot de mossèn Joan Serra, Pere Gifreda, un advocat de 27 anys, de qui Teresa havia estat sempre secretament enamorada: per això, aquesta, engelosida, esbombà les afinitats entre Laura i Pere, que esdevingueren l'escàndol de tot Comarquinal. Per a separar-los, Tomàs decretà unes vacances avançades a les Aulines, on ell anà cada setmana. Quan la meningitis matà la nena que tingué Laura, Tomàs s'allunyà encara més d'ella, tornà a sortir cada nit i sovintejà els viatges a Barcelona. Atiades per Teresa, augmentaren la maledicència i la tensió fins al punt que digué al seu germà que havia de triar entre ella i la muller. Laura, al límit de la resistència física i moral, abandonà la llar familiar i cercà la protecció de l'oncle Libori, un dels que més l'havien criticada, que intentà de seduir-la. Desesperada, volgué tornar al casal dels Muntanyola, però no hi fou admesa. Pere intentà acollir-la, però ella fugí i es refugià en un pensionat de religioses franceses.